# 倫納德頓
倫納德頓（英語：Leonardtown）是美國馬里蘭州聖瑪麗斯縣的縣治。根據2010年人口普查，本城共有人口2,930人。

## 地理
倫納德頓的座標為38°17′43″N 76°38′17″W / 38.29528°N 76.63806°W（38.295332, -76.637939）。根據2000年人口普查，本城面積為3.25平方英里（8.42平方），其中3.18平方英里（8.24平方）為陸地，0.07平方英里（0.18平方）為水域。

## 外部連結
- Town of Leonardtown Website （页面存档备份，存于）
- Live Southern Maryland Weather （页面存档备份，存于）
- Leonardtown, Maryland